# شينوبو ياغوتشي
شينوبو ياغوتشي (矢口 史靖 Yaguchi Shinobu، ولد يوم 30 مايو 1967) هو مخرج أفلام ياباني و كاتب سيناريوهات. متخصص في أفلام تحول البطل من الصفر إلى البطولة التي تبعث على الشعور الجميل، حيث تقوم مجموعة من الناس بنشاط بعيد الاحتمال ويواجهون عوائق كثيرة ولكن ينجحون بالنهاية. فيلمه فتيان الماء نجح بشكل بارز وأدى لعمل مسلسل تلفزيوني والذي دخل في موسمه الثالث في 2005. فاز بجائزة أفضل سيناريو عام 2005 ب مهرجان يوكوهاما السينمائي عن فيلمه سوينغ غيرلز.

## أفلام مختارة

### كمخرج
| السنة | العنوان                               | القصة | التصنيف       |
| ----- | ------------------------------------- | --- | ------------- |
| 1990  | '"Rain Woman" (Ameonna)               | مصاعب فوضوية لفتاتين. | كوميدي        |
| 1993  | Down the Drain (Hadashi no Pikunikku) | بعد أن تحاول استخدام تذكرة ركوب قطار الخاصة بصديقتها، تواجه الطالبة جونكو (نوبورو ايغوتشي) مصاعب كثيرة وهي تشق طريقها عبر تصوير أقل من ودي لليابان الحديثة                                                  | كوميديا سوداء |
| 1996  | Bird Watching                         | | فيلم قصير     |
| 1997  | My Secret Cache (Himitsu no hanazono) | صرافة البنك ساكيكو سوزوكي (Naomi Nishida) تواجه سلسلة من سوء الحظ أثناء ملاحقتها لأموالها في أرجاء مسقط رأسها.                                                                                              | كوميدي        |
| 1999  | Adrenaline Drive (Adorenarin doraibu) | تصطدم سيارة الموظف النيرد سوزوكي (ماسانوبو اندو) بسيارة أخرى ويجد نفسه بمواجهة كوروايوا (كيرينا مانو) والذي يتبين أنه رجل عصابات. وهكذا تبدأ مطاردة مجنونة ستمنحه لاحقا بالمغامرة والثقة والحب بممرضة خجولة | كوميديا سوداء |
| 1999  | One Piece!                            | القوانين: يجب على المخرجين عمل فيلم قصير دون استعمال لأي حركة للكاميرا أو تحرير. قصة يجب أن تروى بقطعة شريط سينمائي واحد.                                                                                   | فيلم قصير     |
| 2001  | Waterboys                             | مستوحى من أحداث حقيقية ويروي محاولات خمسة فتيان لتشكيل فريق سباحة متزامنة في مدرستهم الثانوية | كومدي         |
| 2002  | Parco Fiction                         | تورو يكافح من السقوط الغريب لمادة بيئية سقطت بطريقة ما على متجره. | كوميدي        |
| 2004  | Swing Girls                           | مستوحى من قصة حقيقية عن مجهود فتيات في المرحلة الثانوية لتشكيل فرقة جاز تقليدية في محافظة ياماغاتا الريفية.                                                                                                 | كوميدي        |
| 2008  | Happy Flight                          | طيارين ومضيفي جويين وركاب يكافحون للتأقلم مع عدد من الصعوبات خلال رحلتهم من اليابان إلى هاواي. | كوميدي        |
| 2012  | Robo-G                                | يلزم على ثلاثة موظفين بشركة كيمورا للالكترونيات أن يقدموا رجل آلي جديد لمعرض مهم. | كوميدي        |
| 2014  | Wood Job                              | شاب يقرر الالتحاق ببرنامج تدريبي بالغابة. | كوميدي        |

## روابط خارجية
- شينوبو ياغوتشي على موقع IMDb (الإنجليزية)
- شينوبو ياغوتشي على موقع روتن توميتوز (الإنجليزية)
- شينوبو ياغوتشي على موقع ألو سيني (الفرنسية)
- شينوبو ياغوتشي على موقع أول موفي (الإنجليزية)
- شينوبو ياغوتشي على موقع قاعدة بيانات الفيلم (الإنجليزية)
- شينوبو ياغوتشي على موقع كينوبويسك (الروسية)